# Plaqué
El plaqué es una chapa de metal precioso adherida a otro metal de menor valor.
El plaqué de que se hace uso más generalmente, es el de plata: el de oro o platino se emplea pocas veces: por lo demás, todos se obtienen absolutamente por iguales procedimientos. No debe confundirse el plaqué con el dublé. Doblar o forrar un metal con otro, es soldar el último al primero por medio de una aleación fusible, de una soldadura: plaquear, por el contrario, es obligar a ambos metales a que se adhieran por medio de procedimientos puramente mecánicos con auxilio de una temperatura roja oscura, pero sin que se verifique fusión alguna.
Como nunca puede haber la suficiente abundancia de plata para confeccionar con ella una multitud de utensilios destinados a contener comestibles y todo género de preparaciones culinarias, ha sido muy natural que hace siglos se haya pensado en buscar medios de no emplearla a la manera que se ha hecho desde muy antiguo con el oro que según hemos referido solo se ha usado en la superficie de los metales comunes y particularmente como revestimientos del cobre. Así es que no se debe estrafiar que uno de los fabricantes franceses de plaqué más hábiles, Mr. Gandáis, haya llegado a probar que los romanos forraban los vasos con plata y usamos la palabra forrar y no la de plaquear porque esta última operación exige medios mecánicos completamente desconocidos de los antiguos los cuales sabían soldar perfectísimamente haciendo uso de aleaciones fusibles. Por esta razón hemos creído que la fábrica establecida en París, en el palacio de Pompone, calle de la Verrerie, en 1769 y que confeccionaba vasos cubiertos con una hoja de plata por un lado solamente efectuaba más bien un dublé que no un plaqueado.
La antigua Enciclopedia, no menciona ninguna fabricación análoga de plaqué. Es preciso, sin embargo, denominarla como invención moderna y debemos considerarla como invento inglés puesto que ya se hallaba muy desarrollada en Inglaterra cuando fue importada a Francia el año 1808, en donde no se conocía más que el dublé, es decir, el uso de una soldadura propiamente dicha. Mucho antes del establecimiento del palacio de Pomponne, protegido por Luis XVI que en 1785 le hizo un pedido de 10 000 libras tornesas, Tomás Bolsover fundó en Sheffield en 1712, una fábrica de botones y cajas para tabaco de verdadero plaqué de plata y muy pronto vino José Hancok, maestro cuchillero de la misma ciudad el cual aplicó el nuevo descubrimiento a la fabricación de muchos objetos. Este último se dedicó a imitar la vajilla plana, dotando a su país natal con una nueva industria de que muy pronto fue Birmingham el principal foco.

## Procedimiento
La operación fundamental del fabricante de plaqué consiste en adherir perfectamente la plata y el cobre. El cobre que se emplea es el rojo más puro con el cual es más fácil obtener la adherencia deseada. Sin embargo, el cobre amarillo ofrecería más ventaja en el uso de los objetos de consumo, porque presenta mucha más resistencia.
Las placas de cobre se raspan vigorosamente con unos raspadores afilados a fin de que desaparezcan los menores defectos del metal y hacer que resulte una superficie perfectamente lisa. Hecho esto, se pasa la plancha por el laminador, alargándose unos centímetros. Se raspa de nuevo y con esto se halla ya en disposición de recibir la plata. Avivada perfectamente la hoja con tierra arenisca tamizada, se limpia a veces el cobre con una fuerte solución de nitrato de plata, pero esta operación preliminar no es completamente necesaria. Se aplica sobre el cobre la hoja de plata y se cubre con blanco de España la cara del cobre que no debe revestirse cuando se hace plaqué sencillo. Se ata fuertemente con alambre, poniendo un poco de bórax sobre los bordes para evitar la oxidación. La hoja de plata es un poco más grande que la de cobre, de suerte que pueda rebatirse o doblarse sobre los bordes o cantos de ésta.
Acabadas todas estas operaciones, se lleva la placa al hornillo de muda. La unión definitiva del cobre y la plata se obtiene pasando varias veces el lingote todavía caliente por entre unos cilindros muy fuertes cada vez más juntos. Se calienta y pasa alternativamente por el laminador hasta que a hoja llega al grado de espesor que se quiere. Se mete de nuevo en la mufla, se introduce después en agua acidulada con ácido sulfúrico y se limpia frotándola con arena muy fina: entonces quedan preparadas para recibir las formas de los diversos artículos que se quieren fabricar.
Puede hacerse el hilo de cobre plaqueado de dos modos.
- el primero es el más usado: consiste en formar primero un cilindro hueco de plata el cual se obtiene doblando o arrollando una hoja de plata de suerte que los bordes se toquen. Se introducen en este tubo un cilindro de cobre al rojo vivo, que pueda entrar libremente y con un bruñidor de acero se aprieta fuertemente sobre los bordes que se sueldan uno con otro. Hecho el tubo de plata, se limpia interiormente, se calienta al rojo oscuro y se introduce el cilindro que debe plaquearse, el cual penetra con alguna dificultad. El enfriamiento hace aplicar la plata. Se lleva al hornillo y se apoya el bruñidor en el sentido de su longitud. Además se hace en el cilindro de cobre (algo más largo que el tubo de plata), un agujero circular por el cual se hacen entrar los bordes de la hoja de plata. De este modo se obtiene un cilindro macizo que se pasa por la hilera. Tanto el cobre como la plata se alargan conservando siempre la misma relación de espesor. Se recuece por último y se lava en agua acidulada con ácido sulfúrico.
- el otro método da un plaqué extraordinariamente delgado, conocido en el comercio bajo el nombre de plaqué alemán. Consiste en redondear y estirar primero con mucho cuidado la barra de cobre, en deslustrar su superficie y aplicar en ella hojas de plata batida, frotándolas con el bruñidor. Este trabajo es minucioso y da resultados muy inferiores al precedente.

Los hilos de cobre plaqueados se usan mucho en la elaboración de cestitas para poner pan, platillos de despabiladeras y un gran número de otros artículos que reúnen la elegancia a la ligereza y economía. Se usa generalmente del estampado o del torno. El estampado sobre todo es el procedimiento particularmente apropiado a la blandura y maleabilidad del metal empleado para hacer el plaqué.
El procedimiento del estampado consiste ea hacer entrar a la fuerza, por presión o percusión, la hoja de plaqué en una matriz en hueco por medio de un contramolde cuyo relieve ajusta exactamente en el hueco de la matriz. La sustancia de que se hacen las matrices y contrapruebas debe estar en cierta relación con la maleabilidad y espesor de la hoja en que se va a trabajar, desde latón, hierro, acero, etc. A veces, también se hace la contraprueba de un metal muy blando, como plomo amoldado sobre los huecos de la matriz o recíprocamente.

## Plaqué sobre hierro
La fabricación del plaqué sobre hierro nunca ha podido tomar gran importancia. Se reconoce fácilmente porque no se ha podido llegar a obtener dublé de hierro por medio de procedimientos sencillos y económicos como los que producen el dublé de cobre, siendo imposible, al menos hasta ahora, trabajar el dublé de hierro por los procedimientos mecánicos, los cuales por la economía que traen han hecho que haya tenido tan buen éxito el plaqué. No se plaquea, pues, sobre hierro más que objetos pequeños, como cubiertos, despabiladeras y artículos de arnés y carruajes. Y aun estas últimas obras no se hacen más que de maillechort, unas veces plateado y otras no, o bien cuando se quiere unir el lujo a la economía, de plata estampada muy sutil y forrada de estaño. El procedimiento para plaquear el hierro se reduce a estañar primero muy ligeramente el hierro y después de calentadas las matrices, a aplicar la hoja de plata por medio de una fuerte presión.
- Datos: Q2098437